# عبد الحميد السراج
عبد الحميد السراج (1925 - 22 سبتمبر2013)، سياسي وضابط سوري. تخرج من الكلية الحربية في حمص وواصل دراسته في كلية أركان الحرب في باريس وتخرج منها عام 1947.
تطوع للقتال في فلسطين عام 1948. كان ملازما وقريبا من أديب الشيشكلي في أوائل الخمسينات. عين عام 1955 رئيساً للمخابرات وترأس التحقيقات ضد الحزب القومي السوري. أثناء الوحدة شغل منصب وزير الداخلية ورئيس المكتب التنفيذي للإقليم الشمالي. نظم جهاز الشرطة والأمن في سوريا وفرض عليها حكمًا بوليسيًا. وكانت هذه أحد الأمور التي أدت إلى انهيار الوحدة لاحقًا. كما عرف بعدائه المتبادل لعبد الحكيم عامر. عينه جمال عبد الناصر نائبًا له بهدف تقليص نفوذه، فاستقال من هذا المنصب في 26 سبتمبر 1961.
عند الانفصال ألقي القبض عليه وأودع سجن المزة في دمشق، إلا أن جهاز المخابرات العامة المصرية تمكن من تهريبه من السجن من دمشق إلى بيروت ثم إلى القاهرة. لجأ إلى مصر بعد الانفصال، وعين هناك في عدد من المناصب الإدارية. وبقيت علاقته بالرئيس الراحل جمال عبد الناصر متميزة حتى وفاته.
توفي يوم 23 سبتمبر 2013 في القاهرة.

## حياته
ولد عبد الحميد في حماة من عائلة مسلمة محافظة، انضم إلى أكاديمية حماه الحربية وكان من أوائل الضباط المتخرجين بعد استقلال سوريا عن فرنسا، شارك السراج في حرب 1948، وتطوع في جيش الإنقاذ، قام بقيادة 6 مصفحات لتطويق صفد.

## السيرة السياسية
كان له دور في الانقلاب الذي أطاح بالرئيس حسني الزعيم في عام 1949. واستولى على قسم موظفي الحكومة أديب الشيشكلي في عام 1952. عندما أطيح الشيشكلي، وجه السراج مؤقتا إلى باريس باعتباره مساعد للملحق العسكري. ولكن في مارس 1955 تم تعيينه رئيسا للاستخبارات العسكرية السورية. ومن هذا المنصب كان قادرا على لعب دور حاسم في منع المؤامرات ضد النظام. لم ينضم السراج إلى أي حزب سياسي، ولكن تعاون مع السلطة، وكان دائما متحيزا ضد حزب البعث. وفي سبتمبر عام 1957 ساعد في التفاوض على الهبوط من 4,000 جندي مصري إلى اللاذقية كجزء من الاتفاق الذي تم بين الدفاع البلدين.

## دوره في الجمهورية العربية المتحدة

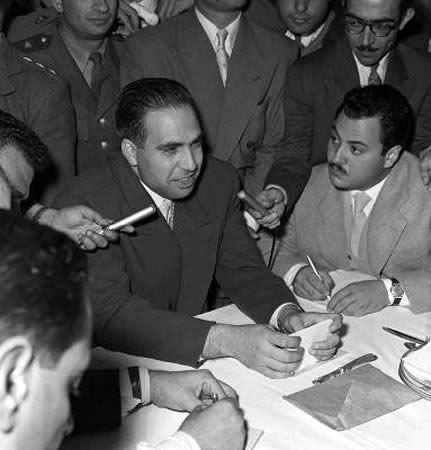
السراج يترأس مؤتمر صحفي عقد في القاهرة خلال فترة الجمهورية العربية المتحدة.

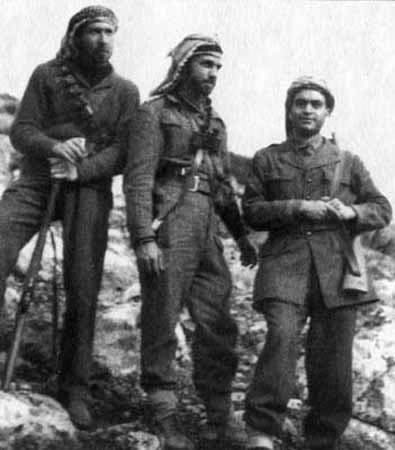
السراج يتوسط اثنين من رفاق الجيش في جبهة القتال في فلسطين، 1948.

عندما أعلنت الوحدة بين مصر وسوريا، كان السراج مؤيدًا قويًّا للرئيس المصري جمال عبد الناصر، وسُلم منصبًا رئيسيًّا في مجلس الوزراء وهي وزارة الداخلية. رقي منصبه عندما تم نقل الدرك السورية ودورية الصحراء وقسم الأمن العام لاختصاصه في 13 آذار 1958. وبعد استقالة وزراء من حزب البعث من الحكومة، أعطيت للسراج تعيينات إضافية منها وزارة الشؤون الاجتماعية ووزارة الأوقاف في 1 كانون الثاني 1960.
في يوم 20 سبتمبر 1960 تم تعيينه رئيسا للمجلس التنفيذي في الإقليم الشمال (سوريا), وفي عمر الخامسة والثلاثين السراج كان من أعلى الضباط مرتبة في الجمهورية العربية المتحدة. إضافة إلى كونه وزير الداخلية ورئيس المجلس الأعلى للتعليم كان رئيسا على الفرع السوري من حزب ناصر الوحدوي الوطني، وكان رئيس مجلس إدارة المؤسسة الاقتصادية السورية التي تأسست في مارس 1960. وقد زار دمشق ضابط بريطاني ووصفه ب«نائب الملك في سوريا».
ومع استخدامه للشرطة السرية ونظرة الناس له على أنه لا يرحم، كان يعرف بالقومي العربي بلا أي تشويه وينظر على أنه يمكنه «إنجاز الأمور». فقد كان هناك ضغط كبير على ناصر لإزالة السراج من السلطة لكنه رفض، لأنه كان يشعر أنه لا يوجد أحد يمكنه ملائمة مكانه في سوريا.
في آب عام 1961 قرر ناصر بتعيينه نائب للرئيس ونقله إلى القاهرة.

## أواخر حياته

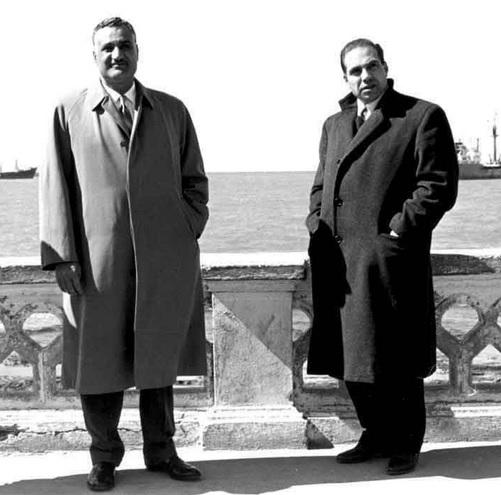
السراج (يمين) مع رئيس الجمهورية العربية المتحدة، جمال عبد الناصر في اللاذقية 1959.

في 28 سبتمبر حدث انقلاب قام به ضباط ساخطون في سوريا، وبهذا الانقلاب انتهت الوحدة مع مصر (مع احتفاظ مصر بالاسم إلى عام 1971). اعتقل وسجن السراج في سجن المزة بدمشق. هرب من السجن وغادر سوريا إلى بيروت. في عام 1964 حاول الحزب القومي الاشتراكي السوري (الحزب السوري القومي الاجتماعي) اغتيال السراج، مما سرّع برحلته إلى مصر حيث التقى بعبد الناصر. عاش السراج في القاهرة كمواطن خاص، وعلى الضمان الاجتماعي. في عام 2004 ورد أنه ما زال يعيش في القاهرة. وحاول وزير الدفاع السابق مصطفى طلاس أن يضغط على الحكومة السورية لعودة السراج إلى سوريا. وفقا لصحيفة الأهرام كان من المتوقع أن يعود في أواخر عام 2005.
لم يعد السراج إلى سوريا وتوفي في القاهرة يوم 23 سبتمبر 2013. وكان قد طلب أن يدفن في سوريا، ولكن نظرًا إلى الحالة الأمنية غير المستقرة بسبب الحرب الأهلية السورية، دُفن في القاهرة.